# Cmentarz Centralny w Sofii
Cmentarz Centralny w Sofii (bułg. Централни софийски гробища) – największy cmentarz w Sofii, stolicy Bułgarii. Znajduje się w dzielnicy Orłandowci, w północnej części miasta. Został założony w 1889 roku.
Na cmentarzu wydzielono kwatery dla różnych społeczności religijnych i grup etnicznych. Na terenie kompleksu znajduje się też kilka świątyń różnych wyznań, m.in. prawosławna cerkiew Zaśnięcia Bogurodzicy, katolicka kaplica Świętego Franciszka, cerkiew ormiańska, żydowska synagoga i inne.
Kompleks obejmuje kilka cmentarzy wojennych (niemiecki, angielski, francuski i włoski), a także kwatery, w których pochowani są członkowie oddziałów ochotniczych i piloci wojskowi. 
W specjalnej kwaterze – „Alei Twórców“ pochowani są niektórzy działacze kultury i sztuki.